# 圣乔治足球俱乐部

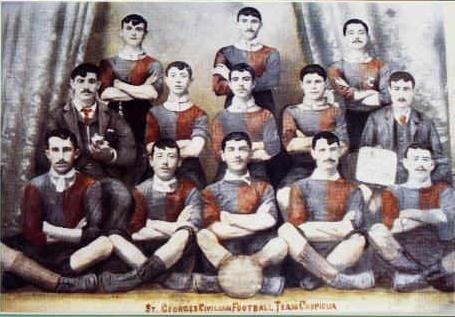
俱乐部所知最早得的照片，慑于1894年，球队击败弗洛里亚纳成为全民冠军时的全家福

圣乔治足球俱乐部（英語：St. George's Football Club），是马耳他的足球俱乐部，位于首都瓦莱塔。现属马耳他足球超级联赛球队，圣乔治是马耳他历史最悠久的足球俱乐部，是马耳他民间足球的先锋。
圣乔治足球俱乐部成立于1890年，在20世纪早期在科斯皮夸又融合圣安德烈和圣马格丽塔两支球队。
在20世纪的第一年球队成为了全民联赛的冠军。球队最好的一个赛季是科斯皮夸时期的1916-1917赛季，圣乔治取得了联赛和Cousis盾杯得双料冠军。

## 球队荣誉
- 馬耳他足球超級聯賽 冠军

1916/17
- 馬耳他足球超級聯賽 亚军

1913/14, 1917/18, 1929/30, 1939/40
- 馬耳他盃 亚军

1936/37, 1949/50
- Cousis盾杯

1916/17, 1926/27
- 马耳他甲级联赛 冠军

1991/92, 2005/06
- 第二级联赛冠军

1953/54, 1956/57, 1958/59, 1965/66, 1971/72, 1973/74
- 第二级联赛 淘汰赛冠军

1958/59, 1971/72, 1973/74
- 第二级联赛 淘汰赛亚军

1953/54
- 马耳他乙级联赛 冠军

1987/88, 1996/97, 2003/04
- 马耳他乙&丙 淘汰赛冠军

1987/88
- 马耳他乙&丙 淘汰赛冠军

1999/2000
- 马耳他丙级联赛 冠军

2002/03
- 二级联赛马耳他之子杯 冠军

1971/72, 1973/74
- 圣诞杯 冠军

1939/40